# Микитюк Дмитро
Дмитро́ Микитю́к (8 серпня 1899, с. Раківчик, нині Коломийський район, Івано-Франківська область — 8 березня 1983, м. Вінніпег, Канада) — український військовий та громадський діяч, хорунжий УГА, видавець.

## Життєпис

Пам'ятна дошка Дмитрові Микитюку в рідному селі

Народився 8 серпня 1899 в селі Раківчик (Коломийського повіту, Королівство Галичини та Володимирії, Австро-Угорська імперія, нині Коломийський район, Івано-Франківська область, Україна).
Відвідував гімназію в Коломиї, і в серпні 1914 року добровільно вступив до Легіону Січових Стрільців, з ким пройшов через всю війну. Під час облоги Львова, був у постачанні 2-ї Коломийської бригади, і наприкінці червня 1919 року наказом Начальної Команди УГА його відправлено, як підхорунжого, до Старшинської Школи Піхоти, яку закінчив у кінці жовтня 1919 року в селі Гута-Чугорська, Ново-Ушицького повіту.
Підвищений до рангу хорунжого генералом М. Тарнавським у Вінниці і відправлений у вишкіл 2-го корпусу УГА в Летичеві на Поділлі. У жахливому «Чотирикутнику смерті» пережив тиф три рази. Після ліквідації УГА був направлений до 5-ї Херсонської дивізії Армії УНР, і з цими частинами повернувся в серпні 1920 року додому.
У 1930 емігрував до Канади і оселився в місті Вінніпег. За власні кошти опублікував працю генерала О. Удовиченка «Україна у війні за Державність», а пізніше отамана Н. Гірняка «Полковник Василь Вишиваний». У 1938 році був ініціатором і організатором Станиці Бувших Українських Вояків, де був на керівних посадах протягом наступних 15 років. Між роками 1958-76 заходами Д. Микитюка вийшло п'ять томів джерельних матеріалів до історії УГА під назвою «Українська Галицька Армія».
За життя був щедрим жертводавцем на Східньоевропейський дослідчий інститут ім. Липинського, Катедру українських студій в Гарварді, Енциклопедію українознавства, Фундацію Т. Шевченка, НТШ, Патріарший фонд й інші.
Дмитро Микитюк був постійним кореспондентом щоденника «Свобода», зокрема слідкував за життям, діяльністю і відходом у вічність усусусів та вояків інших українських формацій з часів Першої світової війни.
Похований на Цвинтарі Всіх Святих біля Вінніпегу.

## Вшанування пам'яті
У рідному селі йому встановлена меморіальна таблиця.